# 麻沿河镇
麻沿河镇，是中华人民共和国甘肃省陇南市徽县下辖的一个乡镇级行政单位。
2016年，甘肃省民政厅批复同意撤销麻沿河乡，设立麻沿河镇。

## 行政区划
麻沿河镇下辖以下地区：
河西村、麻沿河村、糜岭村、新店村、杨坝村、四坪村、熊北村、牡丹村、麻安村、新坪村、屈兰村、郭川村、胡广村、党政村和王集村。